# Malargüe
Malargüe é uma cidade da Argentina, localizada na província de Mendoza
O famoso acidente aéreo dos Andes, ocorrido em 13 de outubro de 1972, aconteceu na região de Malargue.